# Perhutaan Silau
Perhutaan Silau is een bestuurslaag in het regentschap Asahan van de provincie Noord-Sumatra, Indonesië. Perhutaan Silau telt 2909 inwoners (volkstelling 2010).